# Миддельберг, Вальтер
Вальтер Миддельберг (нидерл. Walter Middelberg; 30 января 1875, Зволле — 15 сентября 1944, Зволле) — нидерландский гребец, бронзовый призёр летних Олимпийских игр 1900.
Миддельберг на Играх участвовал только в соревнованиях восьмёрок. Его команда сначала выиграла полуфинал, а затем заняла третье место в финале, выиграв бронзовую медаль.